# The Pagan
The Pagan es un drama romántico con sonido sincronizado rodado en Tahití en 1929 y producido y distribuido por Metro-Goldwyn-Mayer. Aunque la película no tiene diálogos audibles, se estrenó con una partitura musical sincronizada con efectos de sonido utilizando tanto el proceso de sonido en disco como el de sonido en película. Tanto el director W. S. Van Dyke como el director de fotografía Clyde De Vinna ya habían visitado Tahití en 1928 para rodar White Shadows in the South Seas. The Pagan está protagonizada por Ramón Novarro.
La historia de la película guarda un ligero parecido con una película muda anterior de Novarro, Where the Pavement Ends (1923), dirigida por Rex Ingram y actualmente perdida.

## Trama
El comerciante Henry Slater (Donald Crisp) se detiene en una isla del Pacífico Sur en busca de un cargamento de copra. Le informan de que el mestizo Henry Shoesmith, Jr. (Ramon Novarro) posee la mayor plantación, pero es bastante indolente.
Mientras tanto, Shoesmith se dedica a holgazanear, mientras su admiradora Madge (Renée Adorée) desearía haberlo conocido antes de convertirse en una mujer caída. Entonces el joven oye cantar a una mujer a bordo de un barco. Sale nadando y se siente fuertemente atraído por Tito (Dorothy Janis). Ella, sin embargo, le rechaza.
Cuando el estrecho de miras Slater conoce a Shoesmith por primera vez, es bastante grosero con el nativo, pero pronto cambia de actitud cuando se entera de quién es el joven. El apacible Shoesmith no se ofende y está encantado de que le presenten formalmente a Tito, el pupilo mestizo de Slater. Slater empieza a regatear por la copra y queda gratamente sorprendido cuando Shoesmith le ofrece gratis toda la que quiera. Toma la precaución de hacer firmar a Shoesmith un contrato a tal efecto.
Tito acaba enamorándose de Shoesmith, pero Slater tiene otros planes para ella. Le dice a Shoesmith que se aleje de su pupila, con la excusa de que Shoesmith no tiene ambiciones. Sugiere al ingenuo joven que pida un préstamo bancario y construya su negocio. Luego se embarca con Tito y su copra.
Shoesmith sigue el consejo de Slater y abre una tienda, pero Madge le advierte de que no sabe lo que hace (permite que todos los clientes compren a crédito). Cuando Slater regresa, Shoesmith le pide a Tito que se case con él. Ella acepta. Sin embargo, Slater informa al desconcertado Shoesmith de que los pagos del préstamo han vencido y que va a ejecutar la hipoteca de todas las propiedades de Shoesmith. Además, Slater informa a su pupila de que se "sacrificará" para protegerla casándose él mismo con ella. Shoesmith llega demasiado tarde para impedir la boda, pero mientras Madge distrae a los invitados, se lleva a Tito a su casa natal.
Slater encuentra a Tito mientras Shoesmith está fuera, la lleva a su barco y empieza a golpearla. Shoesmith le sigue y se produce una pelea. El joven gana y él y Tito nadan de vuelta a la isla. Sin embargo, cuando divisan que se acercan tiburones, no tienen más remedio que regresar junto a Slater, que les persigue en su dingui. Slater sube a Tito a bordo, pero mantiene a raya a su rival con una espada. Shoesmith nada por debajo del bote hasta el otro lado y derriba a Slater al agua, donde los tiburones lo atrapan. La joven pareja regresa a su idílico hogar.

## Reparto

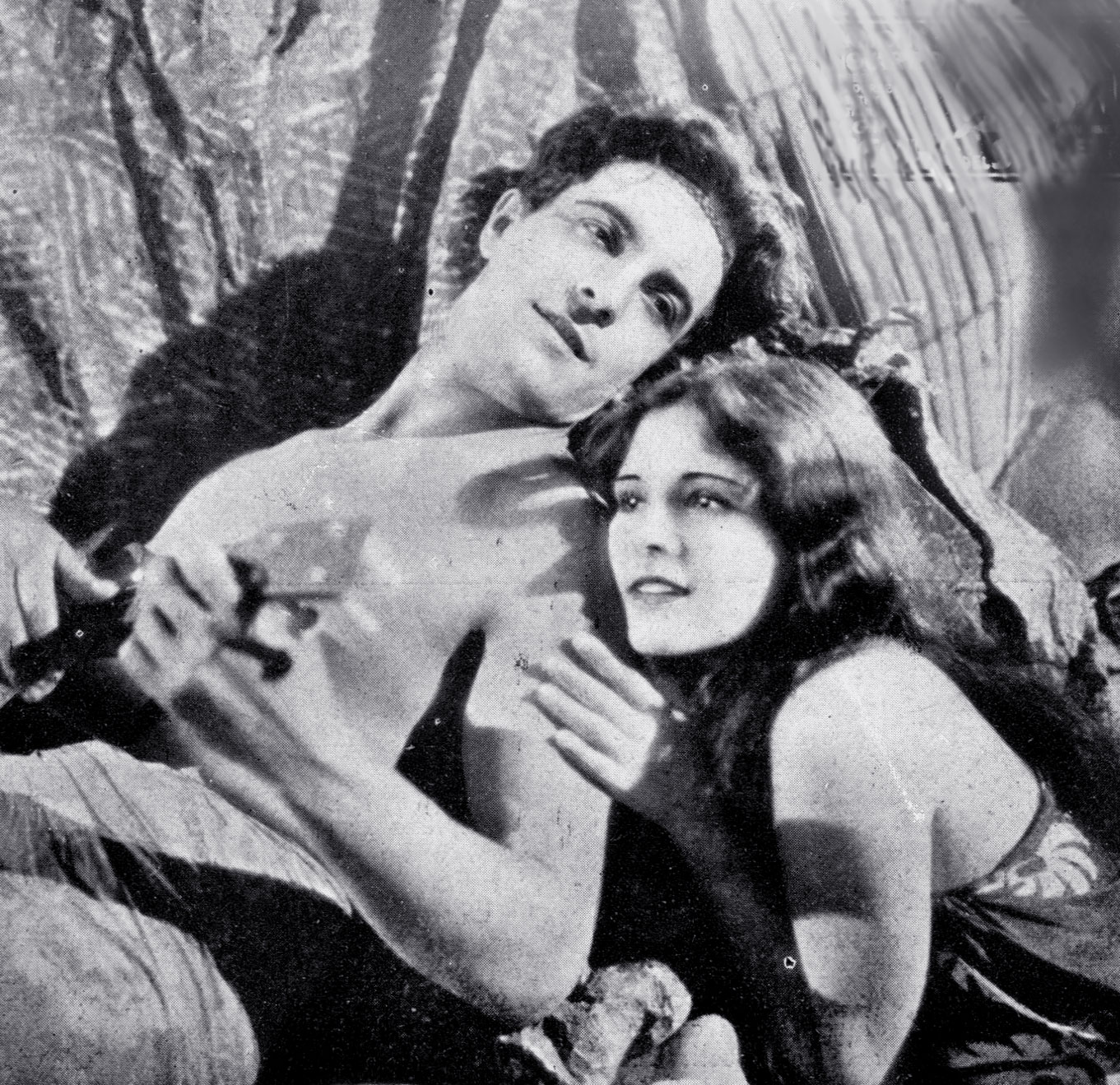
Ramon Novarro y Dorothy Janis en The Pagan

- Ramon Novarro como Henry Shoesmith Jr.
- Renée Adorée como Madge
- Donald Crisp como Henry Slater
- Dorothy Janis como Tito

## Música
La película incluía un tema musical titulado “Pagan Love Song”, compuesto por Arthur Freed (letra) y Nacio Herb Brown (música).